# Deep Sleep
 (octobre 2017).
Si vous disposez d'ouvrages ou d'articles de référence ou si vous connaissez des sites web de qualité traitant du thème abordé ici, merci de compléter l'article en donnant les références utiles à sa vérifiabilité et en les liant à la section « Notes et références ».
Albums de The Datsuns
Death Rattle Boogie
(2012)
Deep Sleep est le sixième album du groupe de hard rock néo-zélandais The Datsuns.
Produit par les Datsuns eux-mêmes, il sort, au format CD et vinyle LP, sur les labels Hellsquad Records et V2 Records en octobre 2014.

## Liste des titres
| 1.    | Caught in the Silver | 3:52 |
| 2.    | Bad Taste            | 3:12 |
| 3.    | Claw Machine         | 3:29 |
| 4.    | Shaky Mirrors        | 2:09 |
| 5.    | 500 Eyes             | 5:11 |
| 6.    | That's What You Get  | 2:53 |
| 7.    | Creature of the Week | 3:05 |
| 8.    | Looking Glass Lies   | 2:41 |
| 9.    | Sun in My Eyes       | 3:01 |
| 10.   | Deep Sleep           | 5:16 |
| 34:49 |                      |      |

| 11. | Search For Words |  |

## Crédits
| - Dolf DeBorst : guitare, basse, claviers, chant - Christian Livingstone : guitare, basse, claviers, piano - Philip Somervell : guitare - Ben Cole : batterie - Nicke Andersson : percussions | - Production : The Datsuns - Ingénierie : Jordan Stone, Olly Robinson (assistant) - Mixage : Jordan Stone, The Datsuns - Mastering : Steve Smart - Enregistrement : Cyrille Gachet, Laurent André "Walsh-it" Lesca - Artwork, pochette : Caza |